# Cholín-Boubovny
Cholín-Boubovny je osada, část obce Chotilsko v okrese Příbram ve Středočeském kraji. Nachází se asi 5,5 kilometru jižně od Chotilska v katastrálním území Prostřední Lhota, poblíž vesnice Cholín. Osada leží na svažitém levém břehu vodní nádrže Slapy na Vltavě. Není zde evidována žádná adresa. V roce 2011 zde trvale nikdo nežil.

## Historie
Cholín-Boubovny vznikl k 14. květnu 2007 jako část obce Chotilsko v okrese Příbram.